# Wolfgang Rumpf (Politiker)

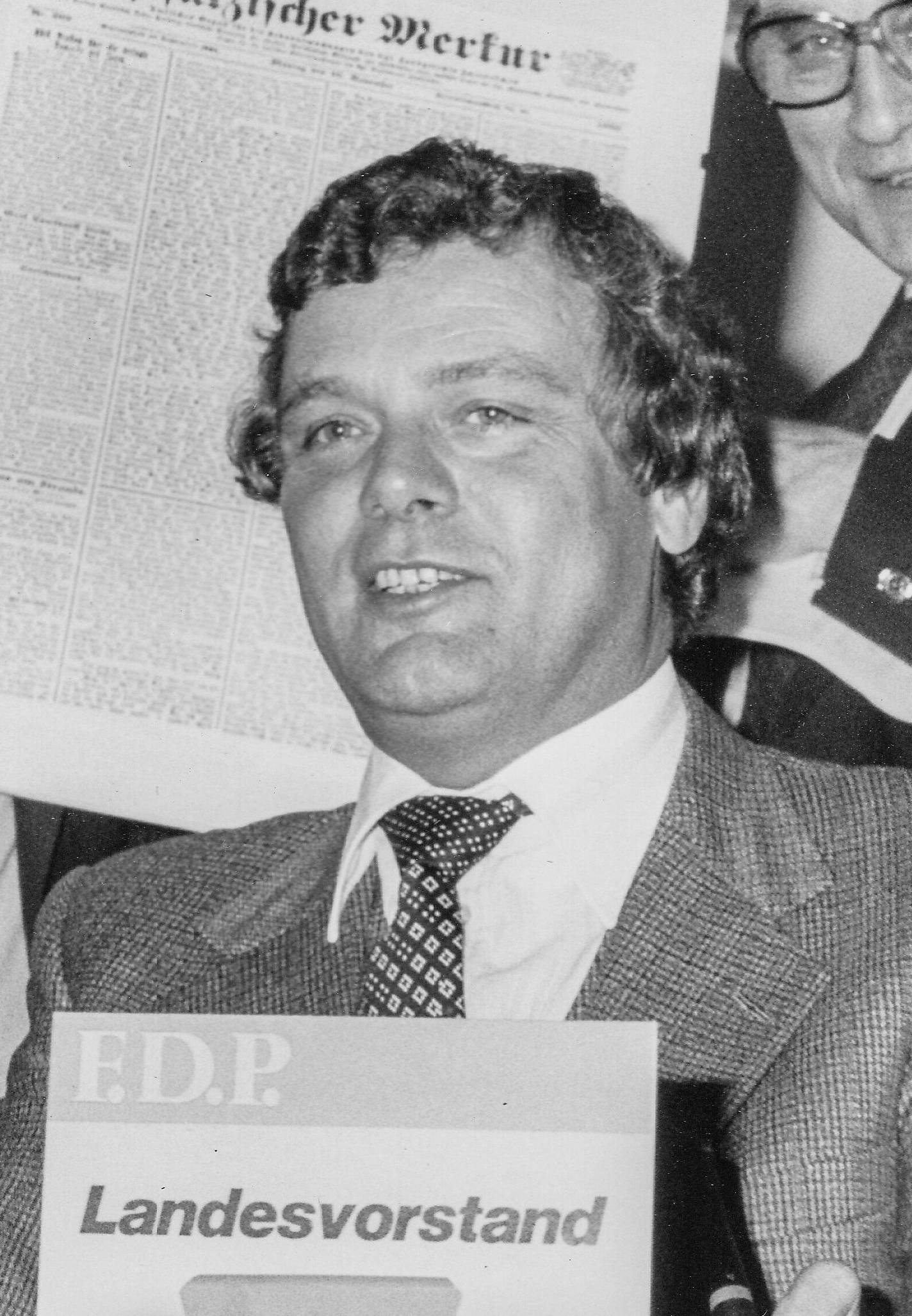
Wolfgang Rumpf, 1989

Wolfgang Rumpf (* 29. Dezember 1936 in Pirmasens; † 10. Dezember 2006 in Riesweiler) war ein deutscher Diplom-Forstwirt, Politiker (FDP) und ehemaliger Bundestagsabgeordneter.

## Leben und Beruf
Nach dem Abitur am Humanistischen Gymnasium in Pirmasens nahm Rumpf ein Studium der Forstwissenschaften in Göttingen, München, Freiburg im Breisgau und Wien auf, das er mit der Prüfung zum Diplom-Forstwirt beendete. Mit dem Thema Soziale Belastungen der Forstwirtschaftsbetriebe in der EWG wurde er 1964 zum Dr. forest. an der Ludwig-Maximilians-Universität München promoviert. Er war von 1966 bis 1971 als Dozent an der Landesforstschule in Trippstadt und von 1971 bis 1981 als Leiter des Forstamtes in Simmern/Hunsrück tätig. 1975 erhielt er einen Lehrauftrag an der Fachhochschule Rheinland-Pfalz. Dort unterrichtete er den Studiengang Umweltschutz des Fachbereiches Landbau an der Fachhochschule Bingen. Außerdem war er seit 1984 stellvertretender Vorsitzender der Stiftung Wald in Not. Wolfgang Rumpf gehörte von 1981 bis 1990 dem Beirat der Friedrich-Naumann-Stiftung an.
Wolfgang Rumpf war verheiratet und hatte zwei Kinder. Sein Sohn Ekkehard Rumpf war von 2001 bis 2004 Mitglied der Hamburgischen Bürgerschaft für die FDP.

## Partei
Wolfgang Rumpf trat 1956 in die FDP ein. Er war von 1968 bis 1971 Vorsitzender des FDP-Verbandes Pirmasens und wurde 1977 zum Vorsitzenden des FDP-Verbandes Rhein-Hunsrück gewählt. Daneben war er seit 1972 stellvertretender Vorsitzender des FDP-Bezirkes Eifel-Hunsrück, gehörte dem Landesvorstand der FDP Rheinland-Pfalz an und war von 1981 bis 1989 Vorsitzender des Landeshauptausschusses der Liberalen.

## Abgeordneter
Wolfgang Rumpf war von 1964 bis 1971 Ratsmitglied der Stadt Pirmasens und von 1974 bis 1977 Ratsmitglied der Stadt Simmern. 1974 wurde er in den Kreistag des Rhein-Hunsrück-Kreises gewählt, wo er 1979 den Vorsitz der FDP-Fraktion übernahm. 
Dem Deutschen Bundestag gehörte er von 1980 bis zu seiner Mandatsniederlegung am 6. August 1987 an. Er war stets über die FDP Landesliste Rheinland-Pfalz ins Parlament eingezogen. Während seiner Zeit als Bundestagsabgeordneter befasste er sich vor allem mit der Europa- und der Umweltpolitik. Darüber hinaus widmete er sich entwicklungspolitischen Themen und setzte sich für eine internationale Lösung in Namibia ein.

## Öffentliche Ämter
Wolfgang Rumpf amtierte von 1987 bis 1991 als Staatssekretär im Ministerium für Landwirtschaft, Weinbau und Forsten des Landes Rheinland-Pfalz. Von 1991 bis 1994 war er Staatssekretär für Europafragen im Ministerium für Bundes- und Europaangelegenheiten der Landesvertretung Rheinland-Pfalz in Bonn und Brüssel. Nach seinem Ausscheiden aus der Landesregierung übernahm er von 1996 bis 2001 das Amt des Sonderbeauftragten des Ministerpräsidenten für die Partnerregionen von Rheinland-Pfalz.

## Ehrungen
- Honorarprofessor der Fachhochschule Rheinland-Pfalz, 1983
- Verdienstorden des Landes Rheinland-Pfalz, 2002

| Personendaten    | Personendaten                                |
| ---------------- | -------------------------------------------- |
| NAME             | Rumpf, Wolfgang                              |
| KURZBESCHREIBUNG | deutscher Forstwirt und Politiker (FDP), MdB |
| GEBURTSDATUM     | 29. Dezember 1936                            |
| GEBURTSORT       | Pirmasens                                    |
| STERBEDATUM      | 10. Dezember 2006                            |
| STERBEORT        | Riesweiler                                   |